# Купер, Брент
А́ртур Дэ́вид Брент Ку́пер (англ. Arthur David Brent Cooper, 14 сентября 1960, Отаки) — новозеландский дзюдоист, представитель полулёгкой весовой категории. Выступал за сборную Новой Зеландии по дзюдо на всём протяжении 1980-х годов, чемпион Игр Содружества, чемпион Океании, участник трёх чемпионатов мира и летних Олимпийских игр в Сеуле. Также известен как тренер по дзюдо, главный тренер национальной сборной Новой Зеландии.

## Биография
Брент Купер родился 14 сентября 1960 года в городе Отаки региона Веллингтон.
Впервые заявил о себе в 1977 году, выиграв серебряную медаль на чемпионате Океании среди юниоров в Мельбурне. В 1978 и 1979 годах дважды подряд становился бронзовым призёром юниорских национальных первенств Новой Зеландии. Одержал победу на прошедшем в Роторуа юниорском чемпионате Океании.
Первого серьёзного успеха на взрослом уровне добился в сезоне 1980 года, когда получил бронзу на чемпионате Северного острова. Год спустя вошёл в основной состав новозеландской национальной сборной и побывал на чемпионате мира в Маастрихте, где, тем не менее, проиграл первый же поединок полулёгкой весовой категории.
В 1985 году боролся на мировом первенстве в Сеуле.
На чемпионате мира 1987 года в Эссене в 1/8 финала полулёгкого веса уступил титулованному японцу Ёсукэ Ямамото, который в итоге и стал победителем этого мирового первенства. В утешительных встречах за третье место был побеждён венгром Тамашем Буйко.
В 1988 году Купер занял первое место в чемпионате Океании в Сиднее и благодаря череде удачных выступлений удостоился права защищать честь страны на летних Олимпийских играх в Сеуле. В весовой категории до 65 кг благополучно прошёл первых двоих соперников по турнирной сетке, но в третьем поединке на стадии четвертьфиналов потерпел поражение от поляка Януша Павловского. Имел хорошие шансы на бронзовую медаль, однако вновь встретился здесь с японцем Ямамото и снова проиграл ему. Таким образом, расположился в итоговом протоколе соревнований на пятой позиции.
После сеульской Олимпиады Бернт Купер остался в основном составе дзюдоистской команды Новой Зеландии и продолжил принимать участие в крупнейших международных турнирах. Так, в 1990 году он выступил на домашних Играх Содружества в Окленде, где одолел всех своих оппонентов в полулёгком весе и завоевал золотую медаль.
Завершив спортивную карьеру, занялся тренерской деятельностью, в частности в течение многих лет возглавлял национальную сборную Новой Зеландии по дзюдо.